# Käthe Brandt

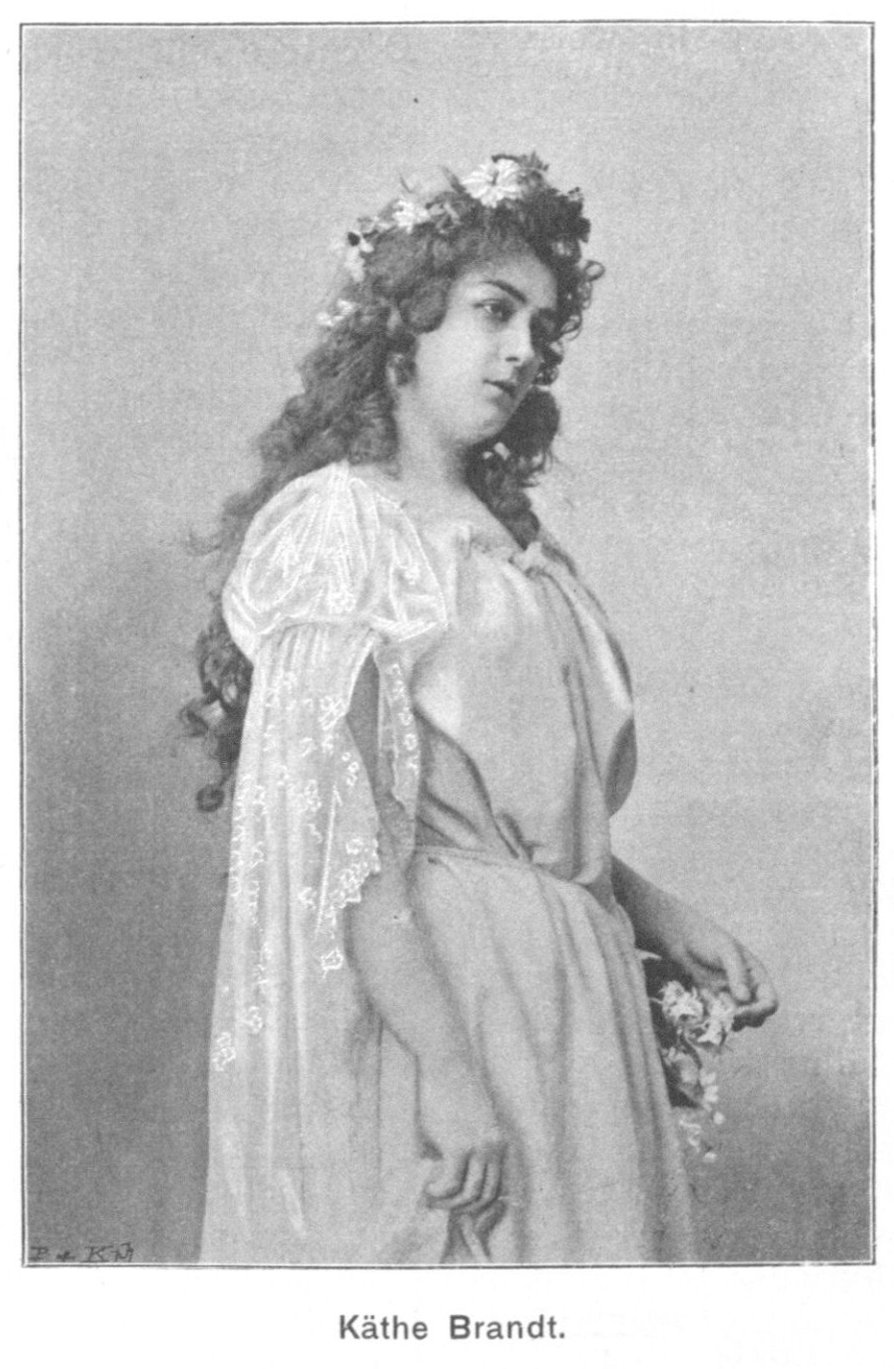
Käthe Brandt im Jahre 1900

Käthe Brandt (19. März 1884 in Berlin – 12. Januar 1902) war eine deutsche Theaterschauspielerin.

## Leben
Käthe Brandt war die Tochter des technisch-artistischen Oberinspektors der Königlichen Schauspiele in Berlin Fritz Brandt. Obwohl ihr Vater sie trotz seines Berufes in ihrer Kindheit von der Bühne fernhielt, trieb sie eine unwiderstehliche Neigung zum Theater. Von Heinrich Oberländer für die Bühnenlaufbahn vorbereitet, debütierte sie 1898 als „Turandot“ in Düsseldorf, nachdem sie am 17. April des genannten Jahres als „Jane Eyre“ in Waise von Lowood an der Königlichen Hofbühne zu Berlin ihren ersten theatralischen Versuch gewagt hatte.
1899 kam sie nach Graz (Antrittsrolle „Julie“), 1900 ans Hoftheater in Wiesbaden, wo sie ebenfalls als „Julie“ debütierte, schiffte sich jedoch nach einjähriger Tätigkeit daselbst nach New York ein, um am Irwingplacetheater ihre Schauspielerlaufbahn fortzusetzen.
Ihre bewegliche, schlanke Figur, ihr warm klingendes Organ, ein ihre Rede vorzüglich unterstützendes Gebärdenspiel, sowie die Fähigkeit zu realistischer Äußerung der Empfindungen, bringen ihr gerechte Anerkennung. Sie spielte ihre Rollen mit überraschendem Verständnis, das über ihre Jugend völlig hinwegtäuschte. Nebst „Julie“, „Ophelie“, „Louise“, „Desdemona“, „Gretchen“ etc. brachten ihr auch die Rollen der sentimentalen Liebhaberinnen in modernen Stücken reichen Beifall.
Bereits am 12. Januar 1902 starb sie im Maluk Hospital kurz vor der Hochzeit mit Albert Reiß an einer Bauchfellentzündung. Sie war eine Großnichte Richard Wagners.